# Limestone County (Texas)
Das Limestone County ist ein County im Bundesstaat Texas der Vereinigten Staaten. Das U.S. Census Bureau hat bei der Volkszählung 2020 eine Einwohnerzahl von 22.146 ermittelt. Der Sitz der County-Verwaltung (County Seat) befindet sich in Groesbeck.

## Geographie
Das County liegt nordöstlich des geographischen Zentrums von Texas, etwa auf halbem Weg nach Louisiana und Arkansas. Es hat eine Fläche von 2417 Quadratkilometern, wovon 63 Quadratkilometer Wasserfläche sind. Es grenzt im Uhrzeigersinn an folgende Countys: Navarro County, Freestone County, Leon County, Robertson County, Falls County, McLennan County und Hill County.

## Geschichte
Limestone County wurde am 11. April 1846 aus Teilen des Robertson County gebildet. Die Verwaltungsorganisation wurde am 18. August gleichen Jahres abgeschlossen. Der Name Limestone („Kalkstein“) bezieht sich auf die lokalen Vorkommen dieser Gesteinsart.
Sechs Bauwerke und Stätten im County sind im National Register of Historic Places („Nationales Verzeichnis historischer Orte“; NRHP) eingetragen (Stand 26. November 2021), darunter die Joseph E. Johnston Confederate Reunion Grounds, der Booker T. Washington Emancipation Proclamation Park und die Texas Hall, Old Trinity University.

## Demografische Daten

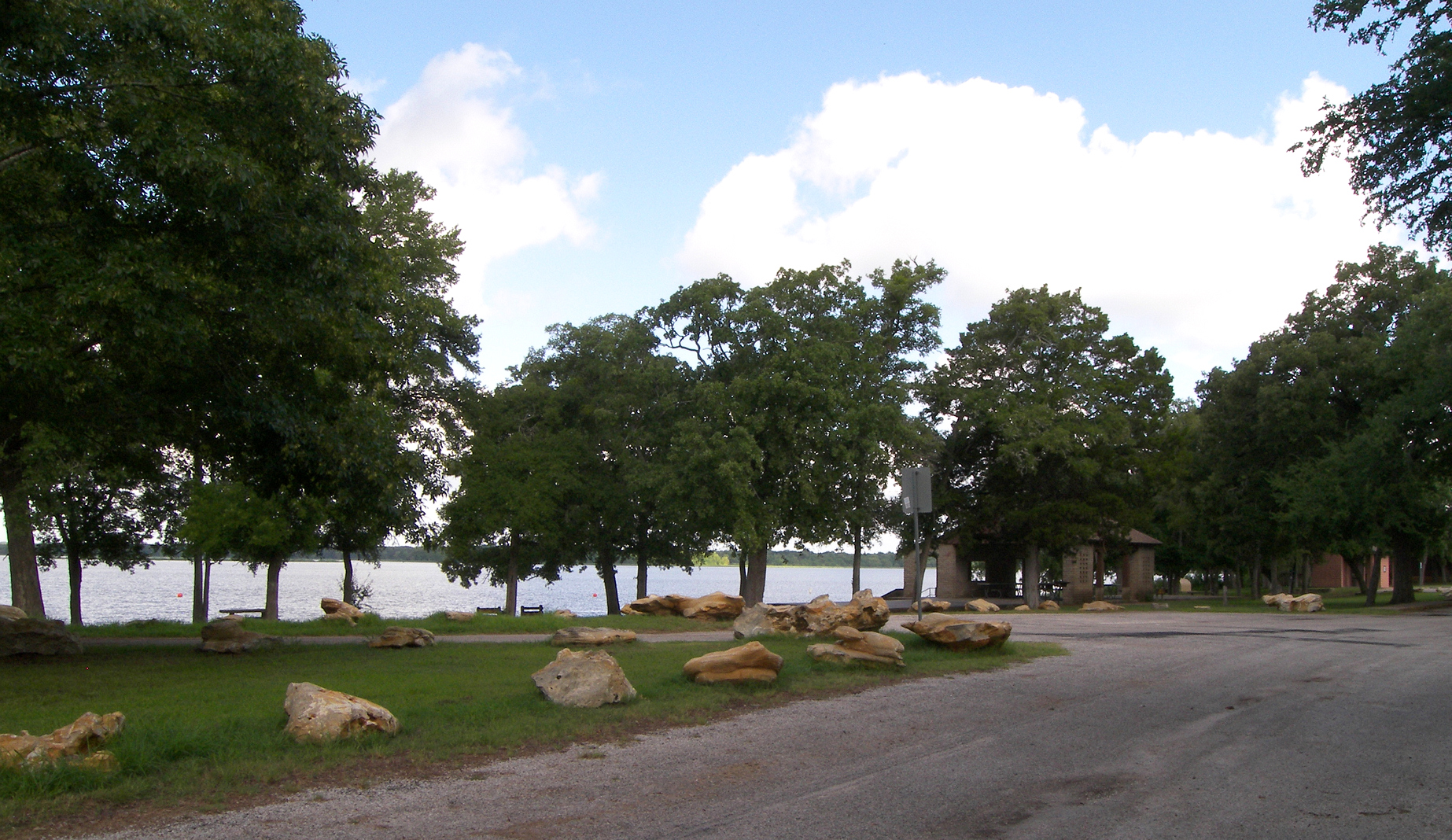
Fort Parker State Park

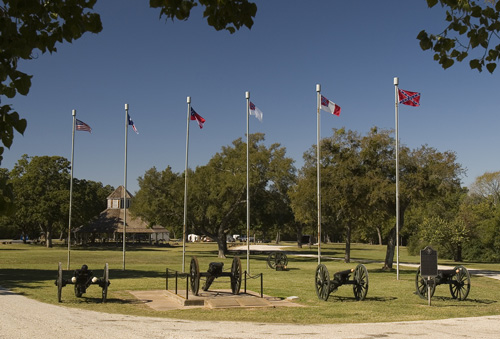
Confederate Reunion Grounds State Historic Site

Nach der Volkszählung im Jahr 2000 lebten im Limestone County 22.051 Menschen in 7.906 Haushalten und 5.652 Familien. Die Bevölkerungsdichte betrug 9 Einwohner pro Quadratkilometer. Ethnisch betrachtet setzte sich die Bevölkerung zusammen aus 70,75 Prozent Weißen, 19,07 Prozent Afroamerikanern, 0,45 Prozent amerikanischen Ureinwohnern, 0,12 Prozent Asiaten, 0,01 Prozent Bewohnern aus dem pazifischen Inselraum und 8,10 Prozent aus anderen ethnischen Gruppen; 1,49 Prozent stammten von zwei oder mehr Ethnien ab. 12,97 Prozent der Einwohner waren spanischer oder lateinamerikanischer Abstammung.
Von den 7.906 Haushalten hatten 32,0 Prozent Kinder oder Jugendliche, die mit ihnen zusammen lebten. 54,0 Prozent waren verheiratete, zusammenlebende Paare, 13,5 Prozent waren allein erziehende Mütter und 28,5 Prozent waren keine Familien. 25,6 Prozent waren Singlehaushalte und in 13,8 Prozent lebten Menschen im Alter von 65 Jahren oder darüber. Die durchschnittliche Haushaltsgröße betrug 2,55 und die durchschnittliche Familiengröße betrug 3,04 Personen.
25,4 Prozent der Bevölkerung war unter 18 Jahre alt, 9,1 Prozent zwischen 18 und 24, 26,4 Prozent zwischen 25 und 44, 22,7 Prozent zwischen 45 und 64 und 16,4 Prozent waren 65 Jahre alt oder älter. Das Medianalter betrug 37 Jahre. Auf 100 weibliche Personen kamen 103,2 männliche Personen und auf 100 Frauen im Alter von 18 Jahren oder darüber kamen 100,8 Männer.

Das jährliche Durchschnittseinkommen eines Haushalts betrug 29.366 USD, das Durchschnittseinkommen einer Familie betrug 36.924 USD. Männer hatten ein Durchschnittseinkommen von 28.069 USD, Frauen 18.893 USD. Das Prokopfeinkommen betrug 14.352 USD. 14,4 Prozent der Familien und 17,8 Prozent der Einwohner lebten unterhalb der Armutsgrenze.

## Städte und Gemeinden
- Alto Springs
- Bighill
- Box Church
- Coolidge
- Davis Prairie
- Denny
- Echols
- Fallon
- Forest Glade
- Groesbeck
- Headsville
- Kosse
- Mexia
- Mustang
- Odds
- Old Union
- Oletha
- Point Enterprise
- Prairie Grove
- Prairie Hill
- Shiloh
- Tehuacana
- Thelma
- Thornton